# Ritualna izolacija
Ritualna izolacija, obredi izolacije porodilja i djevojaka koje očekuju svoju prvu menstruaciju ili ratnika koji su smaknuli neprijatelja zbog čega moraju biti podvrgnuti višemjesečnom čišćenju.
Obredi ritualnih izolacija uvijek su povezani uz krv. Za mladu djevojku, koja se tada smatra  'nečistom' , pojava 'prve krvi' najava su njezinom skorom ulasku u svijet odraslih, a završetkom izolacije, koja obično završava uz gozbu, ona se smatra odraslom osobom spremnom za brak.
Kod prve menstruacije za tu priliku se van sela podigne posebna nastamba u kojoj će djevojka biti izolirana od ostalog dijela zajednice, a bit će na brizi je nekoj drugoj starijoj ženskoj osobi.
Tijekom tog perioda podvrgnuta je tabuima hrane koja je strogo propisana, a vrijeme provodi ležeći u visećoj ležaljki. Sve što je takva djevojka dodirivala potrebno je uništiti, kako to netko ne bi pronašao, jer bi takav predmet moga izazvat smrt. Krv prve menstruacije veoma je opasna, i može izazvat bolest ili smrt.
Kod Indijanaca Bribri iz kišnih šuma južne Kostarike, djevojka je smjela jesti samo iz lista banane, koji su se nakon upotrebe bacali u posebno ograđen prostor, da ne bi stoka pojela takav list, jer bi se osušila i uginula. Kod istih Indijanaca porodilja je još opasnija za ostatak zajednice. Za nju muž izgradi posebnu kolibu, u kojoj ne smije ni s kime komunicirati iz sela, osim sa svojom majkom, ili sa za to određenom ženom. Ona će nakon poroda opet postat  'čista'  nakon što šaman puhne u nju i očisti je svojim dahom
Kod nekih plemena nećista djevojka nije smjela uopće stati na tlo, nego na posebno izgrađeno postolje. Kod istočnobrazilskih Urubu Indijanaca iz države Maranhão, prema Francisu Huxleyu, menstrualna  'nečista'  djevojka je obrijana do glave, a u spolne odnose smjet će stupiti tek nakon što joj kosa naraste do ramena.
Urubui prakticiraju i čišćenje tušaua nakon ritualnog smaknuća kojeg je izvršio nad neprijateljem. Period čišćenja traje nekoliko mjeseci na izoliranom mjestu, a cijelo vrijeme provodi ležeći u hamaku. Sličan obrazac nalazi se i kod Creek Indijanaca s američkog Jugoistoka, gdje su postojali  'bijeli gradovi' , gdje su na čišćenje odlazili ratnici nakon ratnih pohoda.